# Ganungulatum xincunliense
Il ganungulato (Ganungulatum xincunliense) è un mammifero estinto forse vicino all'origine degli artiodattili, vissuto nel Paleocene superiore (circa 60 milioni di anni fa). I suoi resti sono stati ritrovati in Cina, nella provincia dello Jiangxi.

## Classificazione
Questa specie fossile è piuttosto importante, a causa di alcune caratteristiche che la avvicinerebbero agli artiodattili; la scoperta di Ganungulatum potrebbe gettare luce sull'origine di questo gruppo di mammiferi. La parte anteriore della mandibola di questo animale, infatti, richiama molto quella dell'artiodattilo primitivo Diacodexis (in particolare la specie D. pakistanensis), e sono state riscontrate somiglianze anche con un altro artiodattilo arcaico, Wutuhyus primiveris, in particolare per quanto riguarda la morfologia dei molari. Tuttavia Ganungulatum conserva ancora alcune caratteristiche primitive dentarie, che lo avvicinano ugualmente a un gruppo di mammiferi condilartri, i mioclenidi (come Litaletes), da molti ritenuti i possibili antenati degli artiodattili. Ganungulatum, quindi, potrebbe rappresentare una prova della correlazione tra questi due gruppi.